# Litschau
Litschau osztrák város Alsó-Ausztria Gmündi járásában. 2018 januárjában 2259 lakosa volt.

## Elhelyezkedése

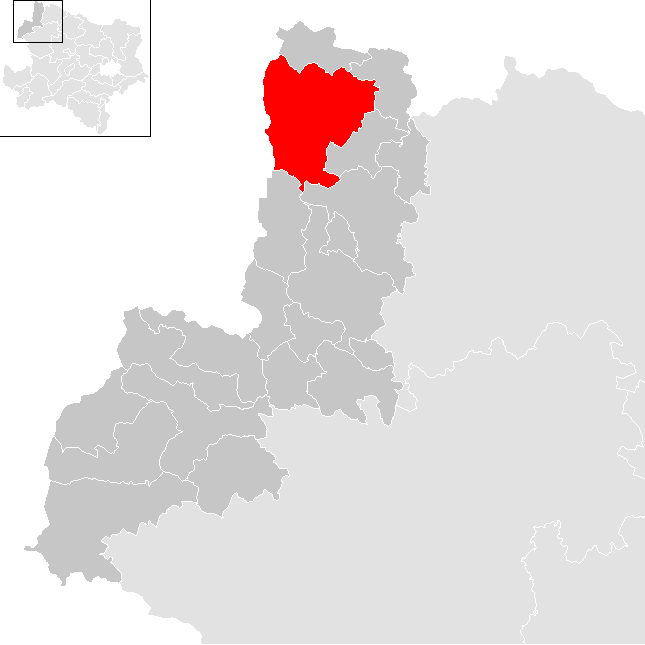
Litschau a Gmündi járásban

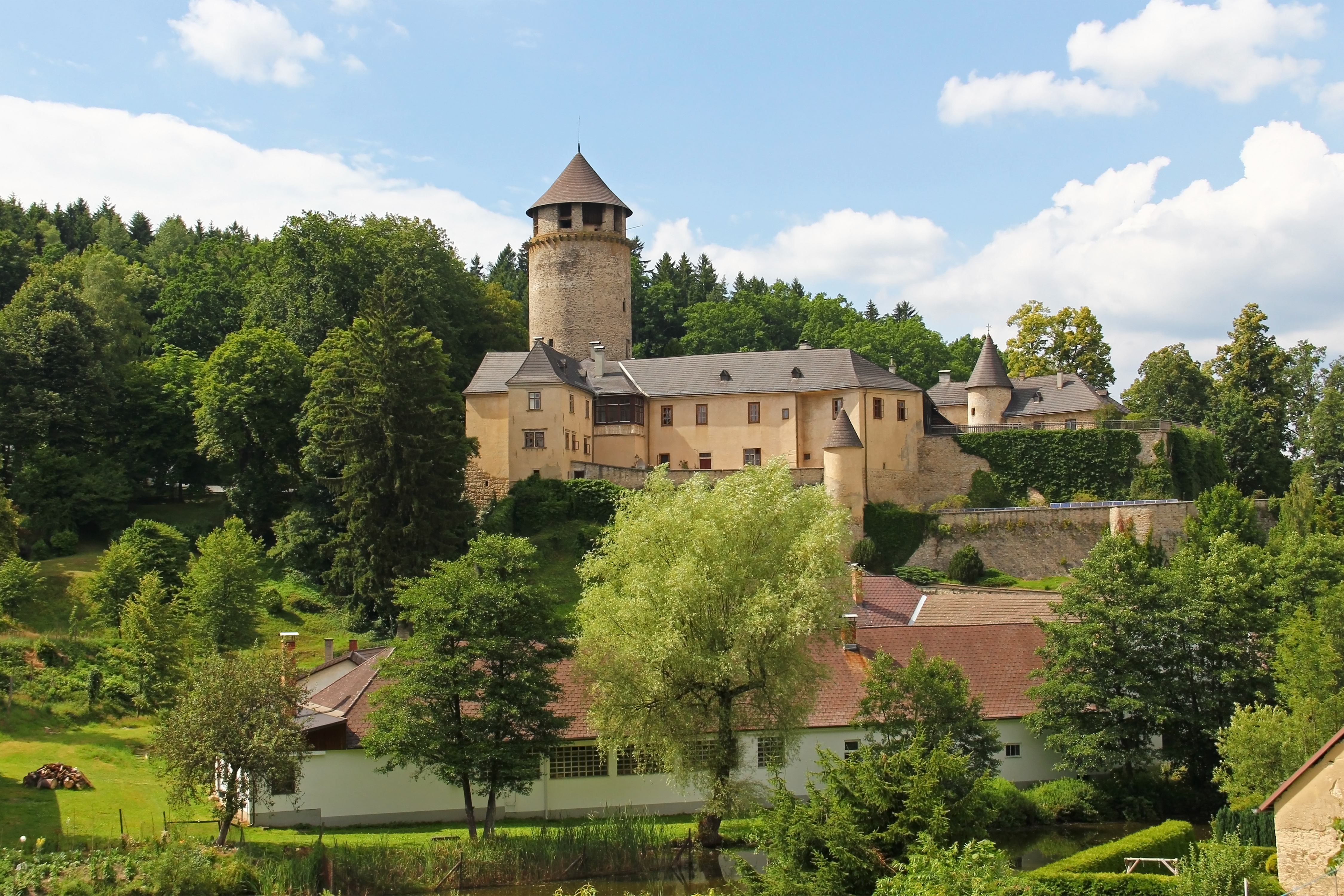
Az Altes Schloss

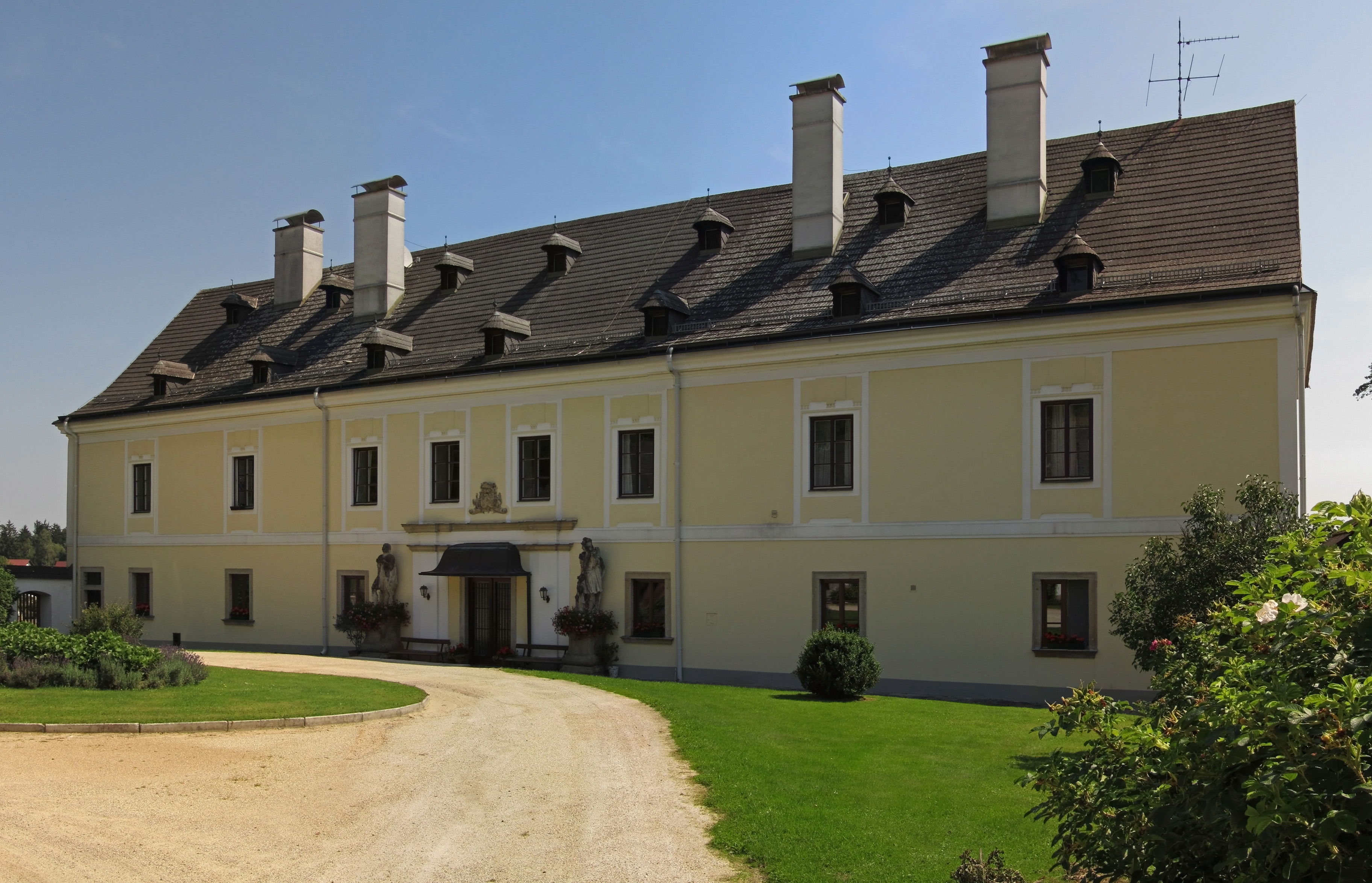
A Neues Schloss

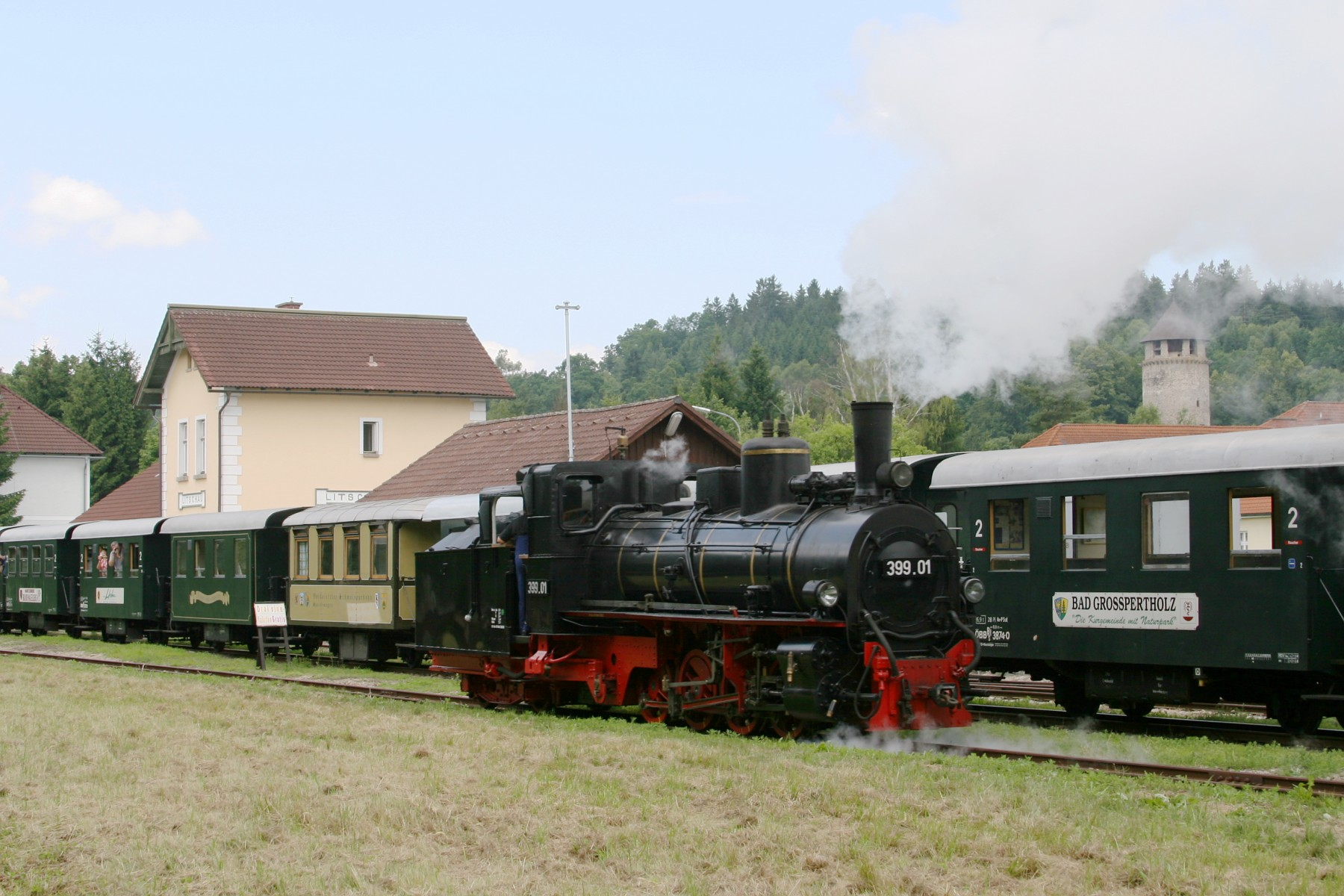
Nosztalgiajárat a litschaui állomáson

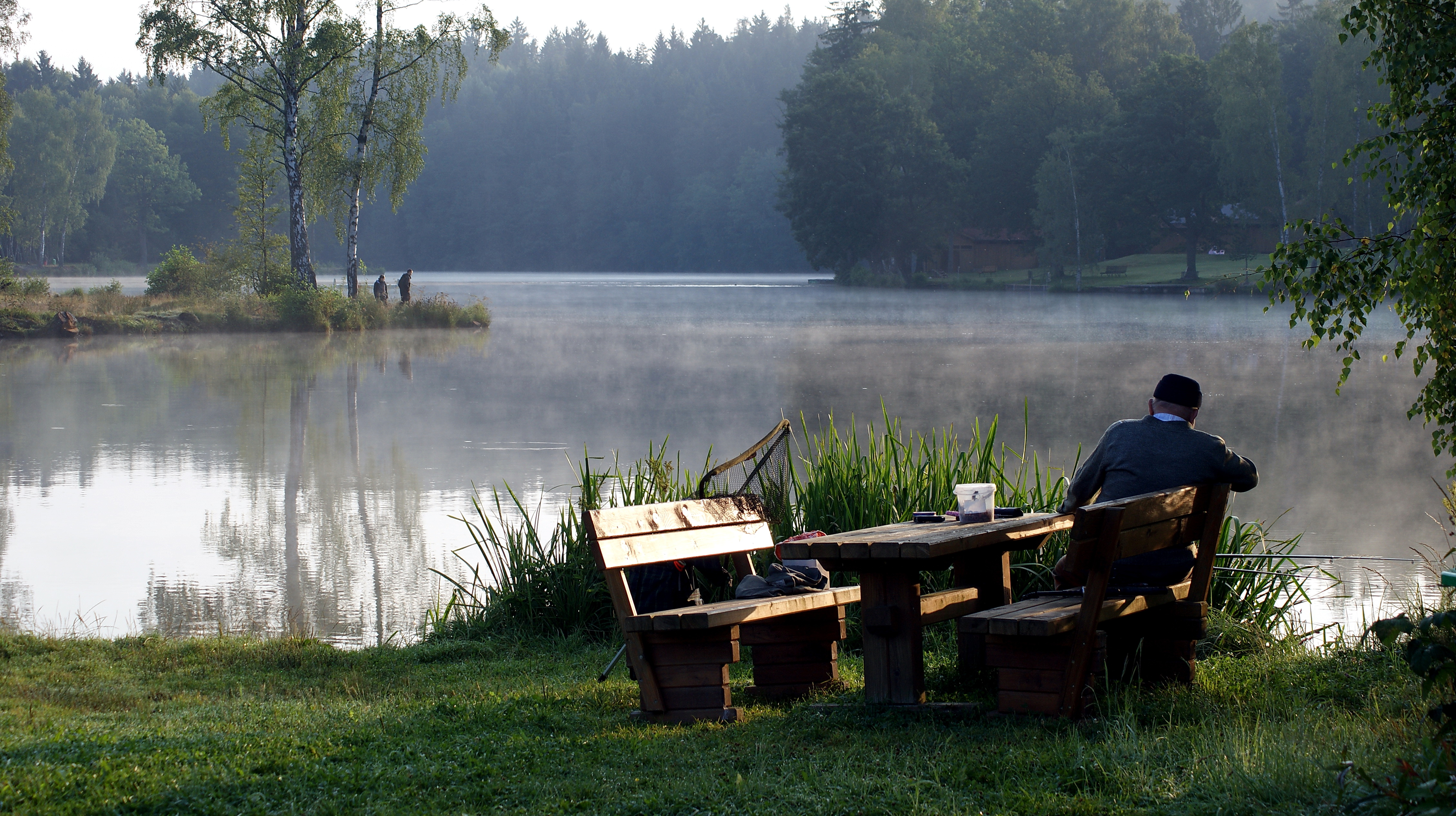
A Herrensee

Litschau Alsó-Ausztria Erdőnegyedének (Waldviertel) északnyugati részén fekszik, közvetlenül a cseh határ mellett, a Reißbach folyó mentén. A folyó felduzzasztásával két nagyobb mesterséges tavat hoztak létre, a Herrenseet és a Schönauer Teichet. Területének 64,8%-át erdő borítja. Litschau Ausztria legészakibb városa. Az önkormányzat 11 települést egyesít: Gopprechts (162 lakos 2018-ban), Hörmanns bei Litschau (84), Josefsthal (2), Litschau (1421), Loimanns (137), Reichenbach (44), Reitzenschlag (140), Saaß (50), Schandachen (74), Schlag (63) és Schönau bei Litschau (82). A kataszteri közösségek Gopprechts, Hörmanns, Litschau, Loimanns, Reichenbach, Reitzenschlag, Saaß, Schandachen, Schlag és Schönau.
A környező önkormányzatok: északra Haugschlag, északkeletre Reingers, keletre Eisgarn, délkeletre Heidenreichstein, délre Brand-Nagelberg, délnyugatra Rapšach, nyugatra Staňkov u Třeboně (utóbbi kettő Csehországban).

## Története
A város neve szláv eredetű, a Lič személynévre vezethető vissza. Először 1286-ban említik. Még a 13. században mezővárosi jogokat szerzett és 1297-ben a Habsburgok kezére került. Ők továbbadták a települést, és a Puchheimek uralma alatt (1346-1470) Litschau városi rangot szerzett. A 16. század végén akkori ura, Ludwig Wenzel Moratschky von Noskau elfojtott egy parasztlázadást. A harmincéves háború elszegényítette a várost, az addigi kereskedelmi utak máshová terelődtek, így a gazdaság a juhtenyésztés, halászat, fakitermelés felé terelődött. 1763-ban a Seilern-Aspang grófok szerezték meg a várost, akik felépítettek az Új Kastélyt (Neuschloss). 1900-ban a waldvietrteli keskenyvágányú vasút Gmündből elérte Litschaut; az utasforgalom egészen 1986-ig folytatódott. A vasúton 2001-ben a teherforgalom is megszűnt, azóta nosztalgiajáratok üzemelnek rajta a turisták számára.  

## Lakosság
A litschaui önkormányzat területén 2018 januárjában 2259 fő élt. A lakosságszám 1910 óta (akkor 4551 fő) csökkenő tendenciát mutat. 2015-ben a helybeliek 98,1%-a volt osztrák állampolgár; a külföldiek közül 1% a régi (2004 előtti), 0,5% az új EU-tagállamokból érkezett. 2001-ben a lakosok 91,9%-a római katolikusnak, 1,8% evangélikusnak, 4,9% pedig felekezeten kívülinek vallotta magát.

## Látnivalók
- a Régi Kastély (Altes Schloss). A Csehországba vezető fő kereskedelmi út mentén épült várat először 1215-ben említik. Legkorábbi ismert birtokosa a Hirschberg nemzetség volt, majd több kézen át I. Habsburg Albert herceghez jutott, majd 1348-ban a Puchheimek szerezték meg. 1470-ben Ulrich von Grafenegg szerezte meg, ő azonban két évvel később át kellett adja III. Frigyes császárnak. 1587 Wenzel von Moratschky von Noskau kezére került. A harmincéves háború kezdetén a csehek elfoglalták és 1620-ig sikerült megtartaniuk. 1645-ben a svédek hiába ostromolták. 1763-ban a várat Christian August von Seillern gróf szerezte meg, és leszármazottai a mai napig birtokolják az épületet. Az Új Kastély elkészülte után a régit elhagyták és jórészt romba dőlt; a 19. században részben helyreállították. A kastélyok nem látogathatók.
- az Új Kastély (Neuschloss)
- a Szt. Mihály-plébániatemplomot 1233-ban említik először. 1685-ben barokkosították, 1901-ben renoválták és belsejét neogótikus stílusban átépítették.
- a Reißbach fölötti híd 18. századi szobraival
- a középiskola szecessziós épülete
- a helytörténeti múzeum
- a hímzésmúzeum
- Schandachen kápolnája
- Gopprechts kápolnája
- vasúti nosztalgiajáratok
- Rottalmoos-láp természetvédelmi terület
- a Herrensee és a Schönauer Teich tavak

## Fordítás
- Ez a szócikk részben vagy egészben  a   Litschau című német Wikipédia-szócikk ezen változatának fordításán alapul.  Az eredeti cikk szerkesztőit annak laptörténete sorolja fel. Ez a jelzés csupán a megfogalmazás eredetét és a szerzői jogokat jelzi, nem szolgál a cikkben szereplő információk forrásmegjelöléseként.